# Гедвіжин
Гедвіжин (пол. Hedwiżyn) — село в Польщі, у гміні Білгорай Білґорайського повіту Люблінського воєводства. Населення — 645 осіб (2011).

## Історія
За даними етнографічної експедиції 1869—1870 років під керівництвом Павла Чубинського, у селі переважно проживали польськомовні римо-католики, меншою мірою — греко-католики, які також розмовляли польською.
У 1975—1998 роках село належало до Замойського воєводства.

## Демографія
Демографічна структура станом на 31 березня 2011 року:
|          | Загалом | Допрацездатний вік | Працездатний вік | Постпрацездатний вік |
| -------- | ------- | ------------------ | ---------------- | -------------------- |
| Чоловіки | 331     | 77                 | 234              | 20                   |
| Жінки    | 314     | 64                 | 178              | 72                   |
| Разом    | 645     | 141                | 412              | 92                   |